# Canton d'Ustaritz-Vallées de Nive et Nivelle
Le canton d'Ustaritz-Vallées de Nive et Nivelle est une circonscription électorale française du département des Pyrénées-Atlantiques.

## Histoire
Un nouveau découpage territorial des Pyrénées-Atlantiques entre en vigueur à l'occasion des élections départementales de 2015. Il est défini par le décret du 25 février 2014, en application des lois du 17 mai 2013 (loi organique 2013-402 et loi 2013-403). Les conseillers départementaux sont, à compter de ces élections, élus au scrutin majoritaire binominal mixte. Les électeurs de chaque canton élisent au Conseil départemental, nouvelle appellation du Conseil général, deux membres de sexe différent, qui se présentent en binôme de candidats. Les conseillers départementaux sont élus pour 6 ans au scrutin binominal majoritaire à deux tours, l'accès au second tour nécessitant 12,5 % des inscrits au 1er tour. En outre la totalité des conseillers départementaux est renouvelée. Ce nouveau mode de scrutin nécessite un redécoupage des cantons dont le nombre est divisé par deux avec arrondi à l'unité impaire supérieure si ce nombre n'est pas entier impair, assorti de conditions de seuils minimaux. Dans les Pyrénées-Atlantiques, le nombre de cantons passe ainsi de 52 à 27.
Le canton d'Ustaritz-Vallées de Nive et Nivelle est formé de communes des anciens cantons d'Ustaritz (6 communes), d'Espelette (2 communes) et de Saint-Jean-de-Luz (1 commune). Il est entièrement inclus dans l'arrondissement de Bayonne. Le bureau centralisateur est situé à Ustaritz.

## Représentation
| Période élective | Période élective | Mandat | Mandat   | Identité             | Nuance | Nuance | Qualité                                                |
| ---------------- | ---------------- | ------ | -------- | -------------------- | ------ | ------ | ------------------------------------------------------ |
| 2015             | 2021             | 2015   | 2021     | Philippe Echeverria  |        | DVD    | Agriculteur Maire d'Arcangues                          |
| 2015             | 2021             | 2015   | 2021     | Bénédicte Luberriaga |        | DVD    | Chef d'entreprise, ancienne adjointe au maire d'Ascain |
| 2021             | 2028             | 2021   | en cours | Philippe Echeverria  |        | DVD    | Conseiller sortant                                     |
| 2021             | 2028             | 2021   | en cours | Bénédicte Luberriaga |        | DVD    | Conseillère sortante                                   |

### Résultats détaillés

#### Élections de mars 2015
À l'issue du 1er tour des élections départementales de 2015, deux binômes sont en ballottage : Philippe Echeverria et Bénédicte Luberriaga (DVD, 30,22 %) et Santiago Capendeguy et Joana Urbistondo (Divers, 18,02 %). Le taux de participation est de 51,71 % (11 956 votants sur 23 122 inscrits) contre 52,8 % au niveau départemental et 50,17 % au niveau national.
Au second tour, Philippe Echeverria et Bénédicte Luberriaga (DVD) sont élus avec 55,57 % des suffrages exprimés et un taux de participation de 51,24 % (5 932 voix pour 11 848 votants et 23 122 inscrits).

#### Élections de juin 2021
Le premier tour des élections départementales de 2021 est marqué par un très faible taux de participation (33,26 % au niveau national). Dans le canton d'Ustaritz-Vallées de Nive et Nivelle, ce taux de participation est de 35,82 % (9 097 votants sur 25 399 inscrits) contre 38,82 % au niveau départemental. À l'issue de ce premier tour, deux binômes sont en ballottage : Philippe Echeverria et Bénédicte Luberriaga (Union au centre et à droite, 42,14 %) et Santiago Capendeguy et Joana Irigaray (Rég, 29,01 %).
Le second tour des élections est marqué une nouvelle fois par une abstention massive équivalente au premier tour. Les taux de participation sont de 34,36 % au niveau national, 40,13 % dans le département et 37,31 % dans le canton d'Ustaritz-Vallées de Nive et Nivelle. Philippe Echeverria et Bénédicte Luberriaga (Union au centre et à droite) sont élus avec 58,2 % des suffrages exprimés (5 092 voix pour 9 476 votants et 25 398 inscrits),,.

## Composition
Le canton d'Ustaritz-Vallées de Nive et Nivelle comprend neuf communes entières.
| Nom                                          | Code Insee | Intercommunalité  | Superficie (km2) | Population (dernière pop. légale) | Densité (hab./km2) | Modifier                                    |
| -------------------------------------------- | ---------- | ----------------- | ---------------- | --------------------------------- | ------------------ | ------------------------------------------- |
| Ustaritz (bureau centralisateur)             | 64547      | CA du Pays Basque | 32,75            | 7 684 (2022)                      | 235                | modifier les données · modifier les données |
| Ahetze                                       | 64009      | CA du Pays Basque | 10,56            | 2 070 (2022)                      | 196                | modifier les données · modifier les données |
| Ainhoa                                       | 64014      | CA du Pays Basque | 16,19            | 665 (2022)                        | 41                 | modifier les données · modifier les données |
| Arbonne                                      | 64035      | CA du Pays Basque | 10,59            | 2 364 (2022)                      | 223                | modifier les données · modifier les données |
| Arcangues                                    | 64038      | CA du Pays Basque | 17,47            | 3 588 (2022)                      | 205                | modifier les données · modifier les données |
| Ascain                                       | 64065      | CA du Pays Basque | 19,27            | 4 561 (2022)                      | 237                | modifier les données · modifier les données |
| Bassussarry                                  | 64100      | CA du Pays Basque | 6,51             | 3 317 (2022)                      | 510                | modifier les données · modifier les données |
| Saint-Pée-sur-Nivelle                        | 64495      | CA du Pays Basque | 65,08            | 7 238 (2022)                      | 111                | modifier les données · modifier les données |
| Sare                                         | 64504      | CA du Pays Basque | 51,34            | 2 736 (2022)                      | 53                 | modifier les données · modifier les données |
| Canton d'Ustaritz-Vallées de Nive et Nivelle | 6426       |                   | 229,76           | 34 223 (2022)                     | 149                | modifier les données                        |

## Démographie
En 2022, le canton comptait 34 223 habitants, en évolution de +8,41 % par rapport à 2016 (Pyrénées-Atlantiques : +3,78 %, France hors Mayotte : +2,11 %).
| 2013   | 2018   | 2022   |
| ------ | ------ | ------ |
| 29 502 | 32 020 | 34 223 |